# Lluís
Lluís [ʎu.ˈis] ist ein männlicher Vorname.

## Herkunft und Bedeutung
→ Hauptartikel: Ludwig
Beim Namen Lluís handelt es sich um die katalanische Variante des französischen Namens Louis.

## Verbreitung
Der Name Lluís ist in Spanien recht verbreitet. Besonders in Katalonien ist der Name sehr beliebt. Bis 2007 gehörte er dort zu den 100 beliebtesten Jungennamen. Mittlerweile wird er jedoch seltener vergeben. Im gesamten Land war der Name im vergangenen Jahrhundert recht populär, jedoch wird er mittlerweile seltener Vergeben und lag im Jahr 2010 auf Rang 295 der Hitlisten.

## Varianten
- Spanisch: Luis
- Weiblich: Lluïsa

Für weitere Varianten: siehe Ludwig #Varianten bzw. Luise #Varianten

## Bekannte Namensträger
- Lluís-Anton Baulenas i Setó (* 1958), katalanischer Schauspieler, Übersetzer, Literaturkritiker und Schriftsteller
- Lluís Bonifaç der Ältere († 1697), französischer Bildhauer, der sich in Katalonien niederließ
- Lluís Bonifaç i Massó (1730–1786), katalanischer Bildhauer
- Lluís Bonifaç i Sastre (1683–1765), katalanischer Bildhauer
- Lluís Borrassà (~1375–1425), katalanischer Maler der Gotik
- Lluís Bru i Salelles (1868–1952), katalanischer Mosaizist und Bühnenbildner des katalanischen Modernisme
- Lluís Carbonell i Colom (1910–1992), katalanischer Maler, Bildhauer und Kunstpädagoge
- Lluís Claret (* 1951), andorranischer Cellist
- Lluís Companys (1882–1940), katalanischer Rechtsanwalt und Politiker
- Lluís Dalmau (~1400–1460), katalanischer Maler der Gotik
- Lluís Domènech i Montaner (1850–1923), katalanischer Architekt und Politiker
- Lluís Llach (* 1948), katalanischer Musiker und Liedermacher
- Lluís Martínez Sistach (* 1937), spanischer Kardinal, Erzbischof von Barcelona
- Lluís del Milà (~1500–1561), katalanischer Renaissance-Komponist, Musiker und Autor
- Lluís Maria Xirinacs i Damians (1932–2007), katalanischer Senator, Priester und Unabhängigkeitsaktivist

Zweit-/Zwischenname
- Antoni Lluís Adrover (* 1982), spanischer Fußballspieler
- Joan-Lluís Lluís (* 1963), katalanischer Schriftsteller und Journalist aus Nordkatalonien
- Josep Lluís Mateo (* 1949), spanischer Architekt
- Josep Lluís Núñez (1931–2018), spanischer Fußballfunktionär
- Josep Lluís Sert (1902–1983), spanischer Architekt und Stadtplaner
- Joan Lluís Vives (1492–1540), spanischer Humanist, Philosoph und Lehrer